# 宮之城町
宮之城町（みやのじょうちょう）は、かつて鹿児島県に存在した町。2005年3月22日に鶴田町、薩摩町と合併、さつま町となった。現在の、さつま町宮之城地区にあたる。
かぐや姫の里ともよばれ、竹林の町として有名であった。温泉地としても著名。
北薩の中心都市として永く栄え、それはさつま町となった現在も同様である。

## 歴史
- 1889年（明治22年）4月1日 - 町村制が施行されたのに伴い、南伊佐郡宮之城村が成立する。
- 1897年（明治30年）4月1日 - 郡の統合により薩摩郡に所属[1]。
- 1919年（大正8年）7月1日 - 宮之城村が町制施行し、宮之城町となる。
- 1922年（大正11年）4月1日 - 宮之城町の飛地部分が分立し、求名村が発足する（薩摩町を経てさつま町の一部）。
- 1954年（昭和29年）10月15日 - 佐志村を編入。
- 1955年（昭和30年）4月1日 - 山崎町と新設合併し、新町制による宮之城町が発足する。
- 1987年（昭和62年） - 宮之城町内を通っていた国鉄宮之城線が廃止。
- 2005年（平成17年）3月22日 - 鶴田町、薩摩町と新設合併し、さつま町となる。

## 行政

### 歴代町村長
旧宮之城町長
- 初代 平田成介　1899年4月 - 1900年6月
- 2代 川越重明　1900年6月 - 1908年6月
- 3代 平田成介　1908年6月 - 1912年6月
- 4代 手塚道　1912年6月 - 1926年6月
- 5代 山内清一郎　1926年6月 - 1930年6月
- 6代 川越登　1930年6月 - 1934年6月
- 7代 松原周介　1934年6月 - 1937年10月
- 8代 作田豊吉　1937年11月 - 1941年11月
- 9代 桑波田虎雄　1941年11月 - 1946年11月
- 10代 手塚城　1947年4月 - 1955年4月

新宮之城町長
- 初代 稲津秀也　1955年5月 - 1959年4月
- 2代 手塚城　1959年5月 - 1963年4月
- 3代 現王園直吉　1963年4月 - 1975年4月
- 4代 児玉泰象　1975年4月 - 1983年4月
- 5代 手塚幾久郎　1983年4月 - 1987年5月
- 6代 東仲太郎　1987年7月 - 1995年7月
- 7代 北村信之　1995年7月 - 2005年3月

## 姉妹都市
- 里村（鹿児島県）

## 地域

### 教育

#### 高等学校
- 鹿児島県立宮之城高等学校
- 鹿児島県立宮之城農業高等学校
2校は合併後の4月に統合され鹿児島県立薩摩中央高等学校となった。

#### 中学校
- 宮之城町立宮之城中学校
- 宮之城町立山崎中学校

#### 小学校
- 宮之城町立山崎小学校
- 宮之城町立白男川小学校
- 宮之城町立盈進小学校
- 宮之城町立平川小学校
- 宮之城町立柊野小学校
- 宮之城町立流水小学校
- 宮之城町立佐志小学校

### 文化

#### 文化施設
- さつま町宮之城武道館（厳翼館）※島津久治創建の厳翼館(戦前、再建されるが、後に無くなる)のなごり。

## 交通

### 道路
- 国道267号
- 国道328号
- 国道504号
- 鹿児島県道51号宮之城加治木線（主要地方道）

### 鉄道
国鉄宮之城線が町内を通っていたが、1987年に廃止された。これによって、町内に鉄道は存在しなくなった。
廃止時までには、町内には以下の駅が設置されていた。
- 薩摩山崎駅 - 船木駅 - 宮之城駅 - 佐志駅 - 薩摩湯田駅

旧宮之城駅は、現在では鉄道記念館となっており、記念碑も設置されている。ちなみに、バス停の名前は、「宮之城駅」のままで、現在に至っている。

## 名所・旧跡・観光スポット
- 紫尾山
- 観音滝温泉「滝の宿」
- 紫尾区営温泉
- 北薩広域公園
- かぐや姫の里
- 宗功寺公園
- ちくりん館
- 鉄道記念館（宮之城）

## 出身著名人
- 大浦兼武(子爵。内務大臣、農商務大臣、逓信大臣を歴任)
- 岩谷莫哀(歌人)
- 瀬戸口清文(NHKおかあさんといっしょ8代目たいそうのおにいさん)